# Lijst van partijvoorzitters van het CDA
Dit is een lijst van partijvoorzitters van het Christen-Democratisch Appèl (CDA).

## Partijvoorzitters
| Partijvoorzitter              | Partijvoorzitter                          | Termijn                             |
| ----------------------------- | ----------------------------------------- | ----------------------------------- |
| P.A.J.M. (Piet) Steenkamp     | dr. P.A.J.M. (Piet) Steenkamp (1925–2016) | 23 juni 1973 – 11 oktober 1980      |
| P. (Piet) Bukman              | drs. P. (Piet) Bukman (1934–2022)         | 11 oktober 1980 – 14 juli 1986      |
| W.G. (Wim) van Velzen         | drs. W.G. (Wim) van Velzen (1943)         | 31 januari 1987 – 7 maart 1994      |
|                               | mr. P.Ch. (Tineke) Lodders (1940)         | 7 maart 1994 – 4 februari 1995      |
|                               | J.J.M. (Hans) Helgers (1955)              | 4 februari 1995 – 27 februari 1999  |
| M.L.A. (Marnix) van Rij       | mr. M.L.A. (Marnix) van Rij (1960)        | 27 februari 1999 – 10 oktober 2001  |
| B. (Bert) de Vries            | dr. B. (Bert) de Vries (1938)             | 10 oktober 2001 – 2 november 2002   |
| J.M. (Marja) van Bijsterveldt | J.M. (Marja) van Bijsterveldt (1961)      | 2 november 2002 – 22 februari 2007  |
|                               | P. (Peter) van Heeswijk (1962)            | 2 juni 2007 – 10 juni 2010          |
| H. (Henk) Bleker              | mr.dr. H. (Henk) Bleker (1953)            | 10 juni 2010 – 14 oktober 2010      |
| J.W.E. (Liesbeth) Spies       | mr.drs. J.W.E. (Liesbeth) Spies (1966)    | 14 oktober 2010 – 2 april 2011      |
| G.R. (Ruth) Peetoom           | drs. G.R. (Ruth) Peetoom (1967)           | 2 april 2011 – 9 februari 2019      |
|                               | mr. R. (Rutger) Ploum (1964)              | 9 februari 2019 – 19 maart 2021     |
| M.L.A. (Marnix) van Rij       | mr. M.L.A. (Marnix) van Rij (1960)        | 3 april 2021 – 11 december 2021     |
| J.F. (Hans) Huibers           | drs. J.F. (Hans) Huibers (1961)           | 11 december 2021 – 10 augustus 2023 |
| M.T. (Mark) Buck              | M.T. (Mark) Buck (1991)                   | 10 augustus 2023 – 23 maart 2024    |
| J.P.H.M. (Jean) Wiertz        | J.P.H.M. (Jean) Wiertz (1959)             | 23 maart 2024 – heden               |

CDA · ChristenUnie · D66 · GroenLinks · PPR · PSP · PvdA · PvdD · SGP · VVD